# 埃爾多拉 (佛羅里達州)
埃爾多拉（英語：Eldora）是位於美國佛羅里達州福祿喜雅縣的一個非建制地區。該地的面積和人口皆未知。

## 地理
埃爾多拉的座標為28°54′33″N 80°49′11″W / 28.90917°N 80.81972°W，而該地的平均海拔高度為0米（即0英尺）。